# 236
236（二百三十六、二三六、にひゃくさんじゅうろく）は、自然数または整数において、235の次で237の前の数である。

## 性質
- 236は合成数であり、約数は 1, 2, 4, 59, 118, 236 である。
  - 約数の和は420。
- 各位の和が11になる21番目の数である。1つ前は227、次は245。
- 各位の平方和が平方数になる30番目の数である。1つ前は221、次は244。(オンライン整数列大辞典の数列 A175396)
22 + 32 + 62 = 49 = 72
- 2362 + 1 = 55697 であり、n2 + 1 の形で素数を生む40番目の数である。1つ前は230、次は240。
- 236 = 22 + 62 + 142 = 62 + 102 + 102
  - 3つの平方数の和2通りで表せる58番目の数である。1つ前は229、次は238。(オンライン整数列大辞典の数列 A025322)
  - 236 = 22 + 62 + 142
    - 異なる3つの平方数の和1通りで表せる72番目の数である。1つ前は235、次は243。(オンライン整数列大辞典の数列 A025339)
- 236 = 22 × 59
  - 2つの異なる素因数の積で p2 × q の形で表せる29番目の数である。1つ前は212、次は242。(オンライン整数列大辞典の数列 A054753)
- 桁の調和平均が3になる5番目の数である。1つ前は62、次は244。(オンライン整数列大辞典の数列 A062181)
例．3/1/2 + 1/3 + 1/6 = 3

## その他 236 に関すること
- 年始から数えて236日目は8月24日、閏年は8月23日。
- 西暦236年
- 第236代ローマ教皇はインノケンティウス10世（在位：1644年9月15日 ～ 1655年1月7日）である。